# تائو اوکاموتو
تائو اوکاموتو (ژاپنی: 岡本 多緒؛ ۲۲ مهٔ ۱۹۸۵) با نام هنری تائو مدل و بازیگر اهل ژاپن است.

## گزیدهٔ آثار

### سینما
- کامل (۲۰۱۸)
- بتمن در برابر سوپرمن: طلوع عدالت (۲۰۱۶)
- ۳ روز برای کشتن (۲۰۱۴)
- ولورین (۲۰۱۳)
- خانواده کرودها (۲۰۱۳)
- سفرهای گالیور (۲۰۱۰)
- ۱۲ راند (۲۰۰۹)

### تلویزیون
- هانیبال (۲۰۱۵)